# 王军 (足球守门员)
王军（1971年1月29日—），出生于山东济南，已经退役的中国足球运动员，场上司职守门员，职业生涯始终效力于山东鲁能泰山。

## 职业生涯

### 青年队
- 1986年进入山东青年队。

### 俱乐部
- 1989年进入山东队。
- 1994年职业联赛开始后，进入山东鲁能泰山的前身山东泰山。
- 除了1999年和2000年由外籍守门员萨沙担任主力之外，其他时间为球队主力。
- 2003年开始淡出主力阵容，年底退役。

## 退役后
- 退役后王军进入山东鲁能泰山教练组，担任守门员教练。